# Soyuz 7K-TM
Phiên bản Dự án thử nghiệm Apollo-Soyuz (ASTP) năm 1975 của tàu vũ trụ Soyuz (Soyuz 7K-TM) đóng vai trò là cầu nối công nghệ cho tàu vũ trụ Soyuz-T thế hệ thứ ba (T - транспортный, Transportnyi, nghĩa là vận chuyển) (1976–1986). 
Tàu vũ trụ Soyuz phiên bản ASTP được thiết kế để sử dụng trong Dự án thử nghiệm Apollo-Soyuz với tên gọi Soyuz 19. Nó đã có những thay đổi về thiết kế để tăng khả năng tương thích với tàu vũ trụ của Hoa Kỳ. Soyuz ASTP sử dụng những tấm quang năng mới để đáp ứng việc gia tăng thời gian thực hiện nhiệm vụ, một cơ cấu ghép nối APAS-75 thay vì cơ chế chủ động tiêu chuẩn, và các chỉnh sửa đối với hệ thống kiểm soát môi trường để giảm áp suất cabin xuống 0,68 atm (69 kPa) trước khi ghép nối với Apollo. Một chiếc Soyuz ASTP dự phòng đã được phóng trong sứ mệnh Soyuz 22, với cổng ghép nối được thay bằng máy ảnh.

## Sứ mệnh không người lái
- Cosmos 638
- Cosmos 672

## Sứ mệnh có người lái
- Soyuz 16
- Soyuz 19 (Dự án thử nghiệm Apollo-Soyuz)
- Soyuz 22

## Thư viện ảnh

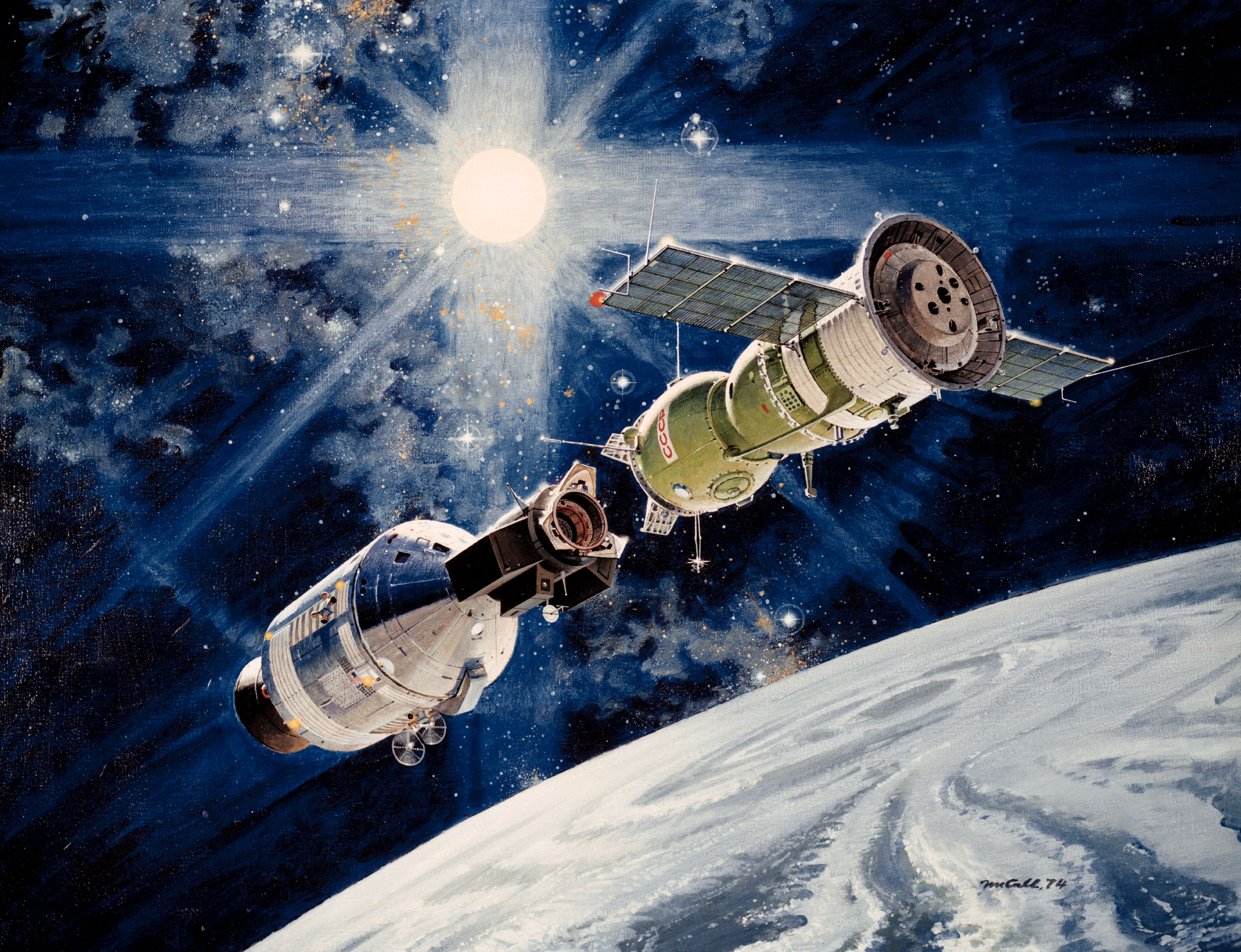
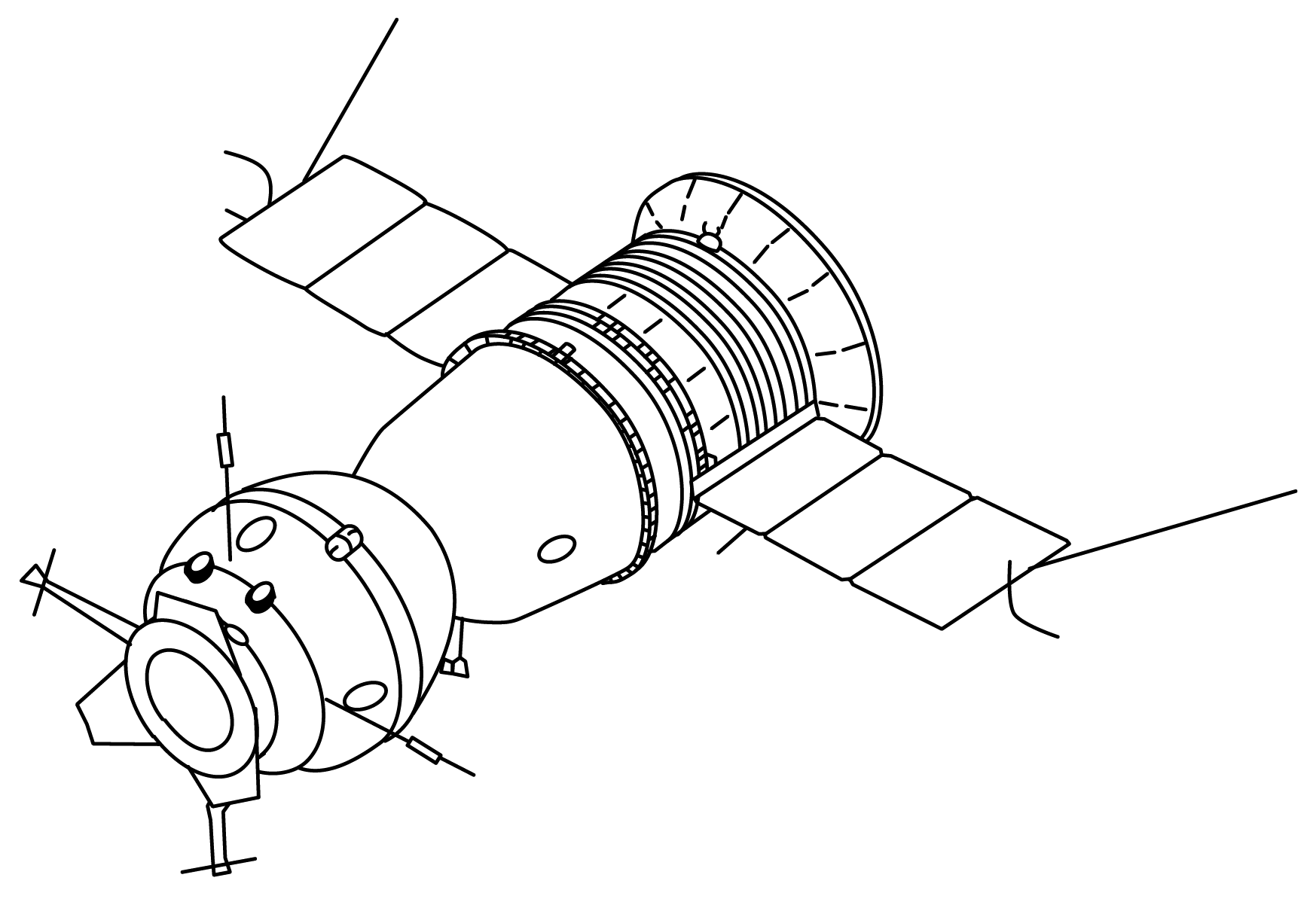
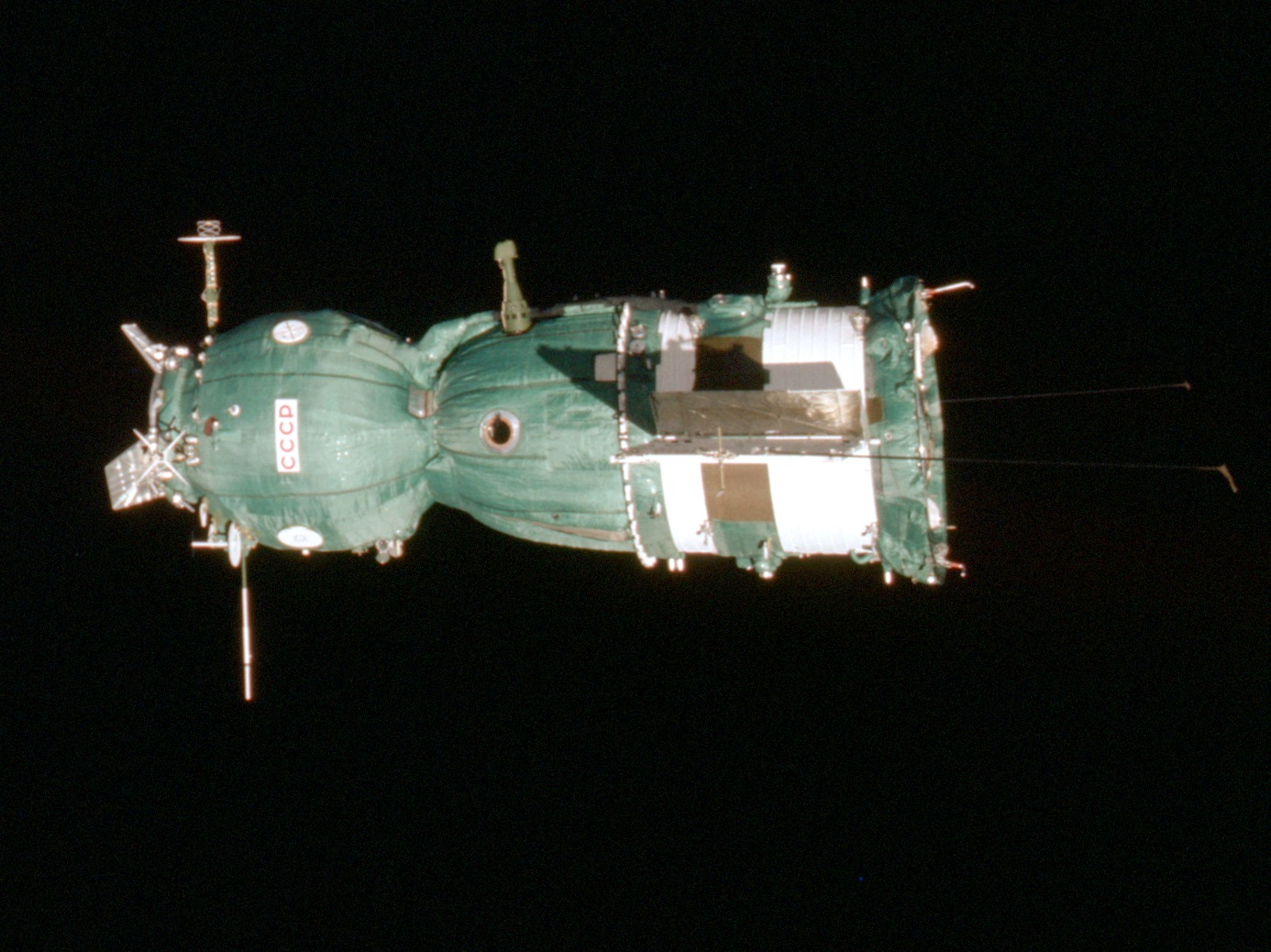
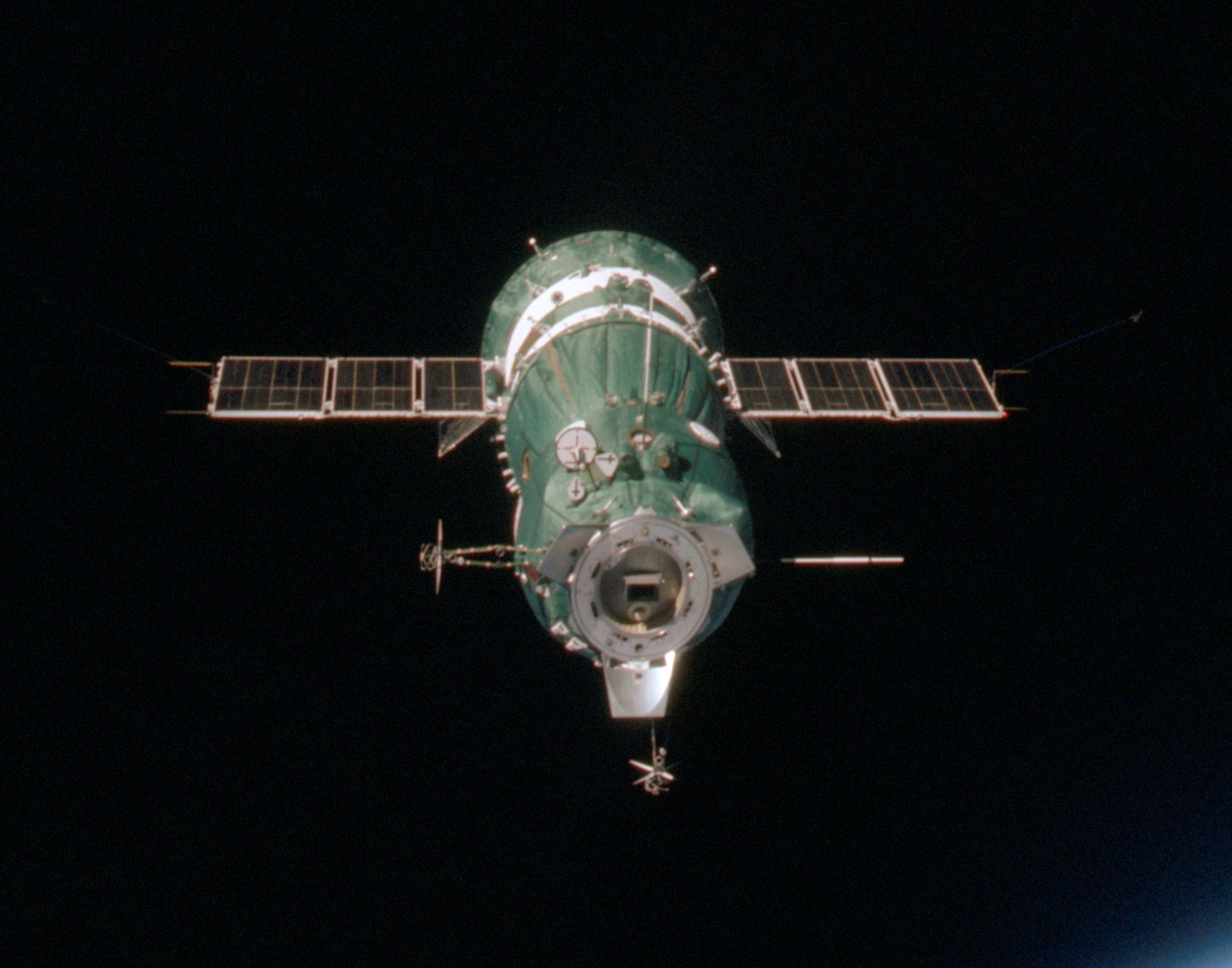
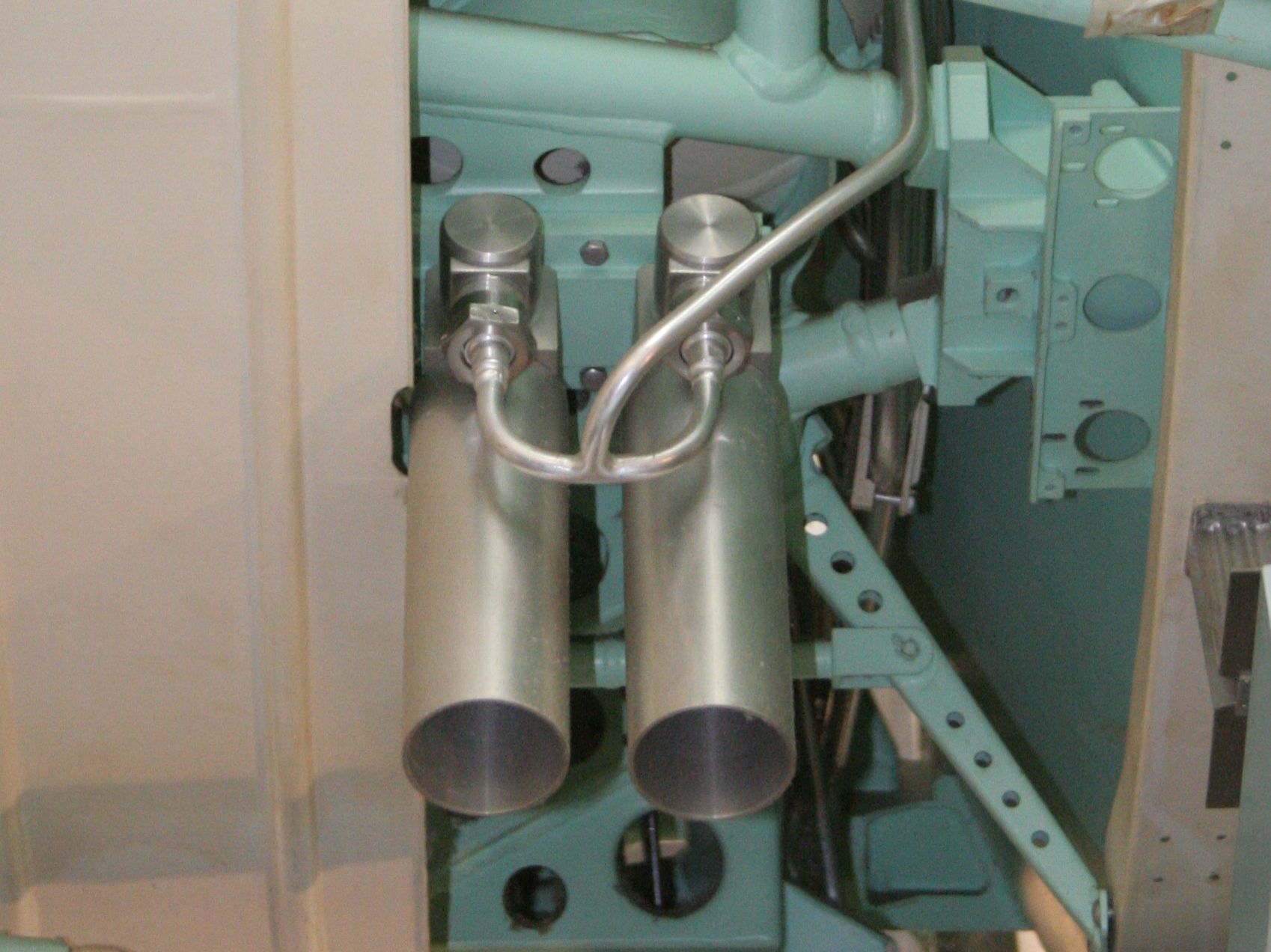
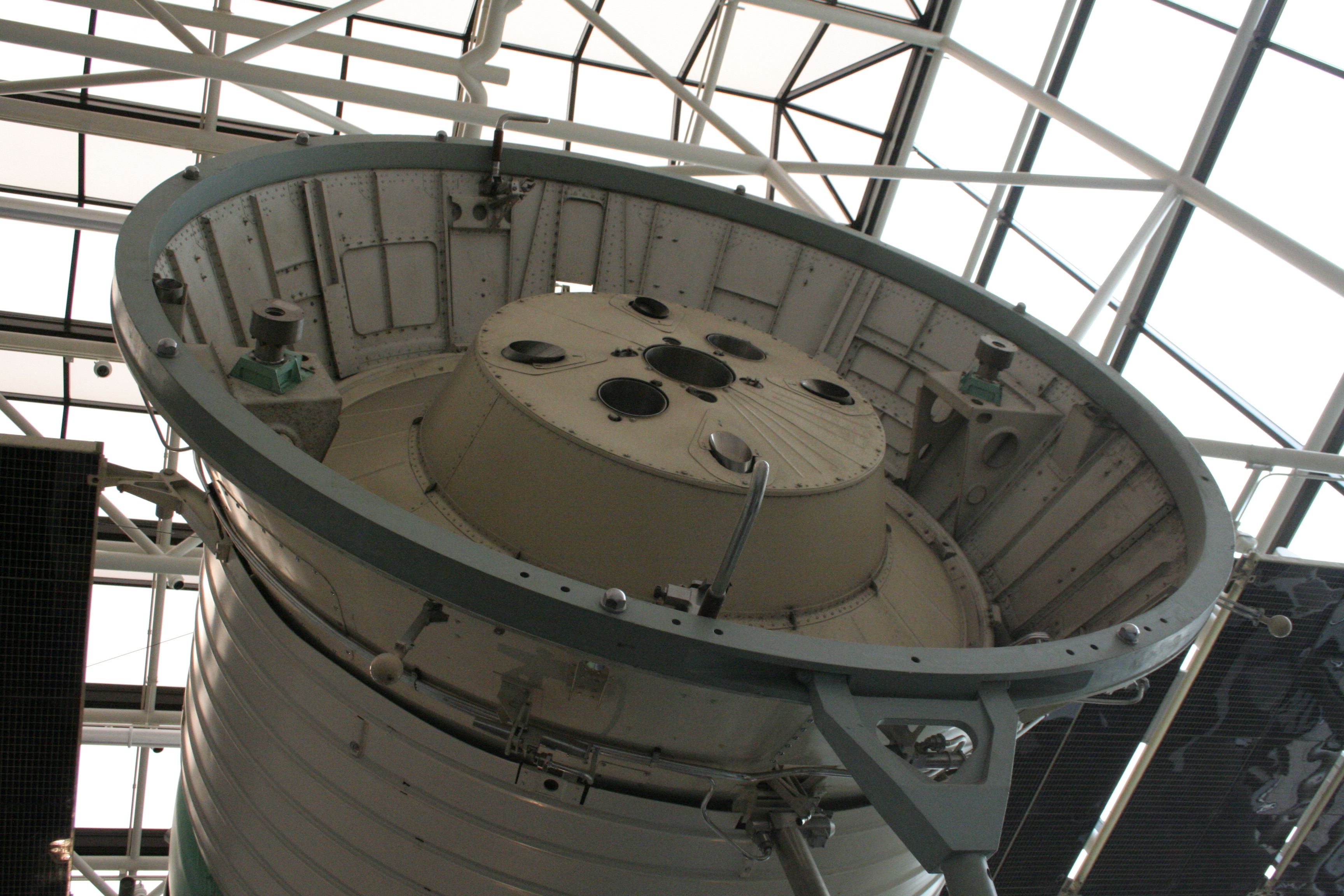
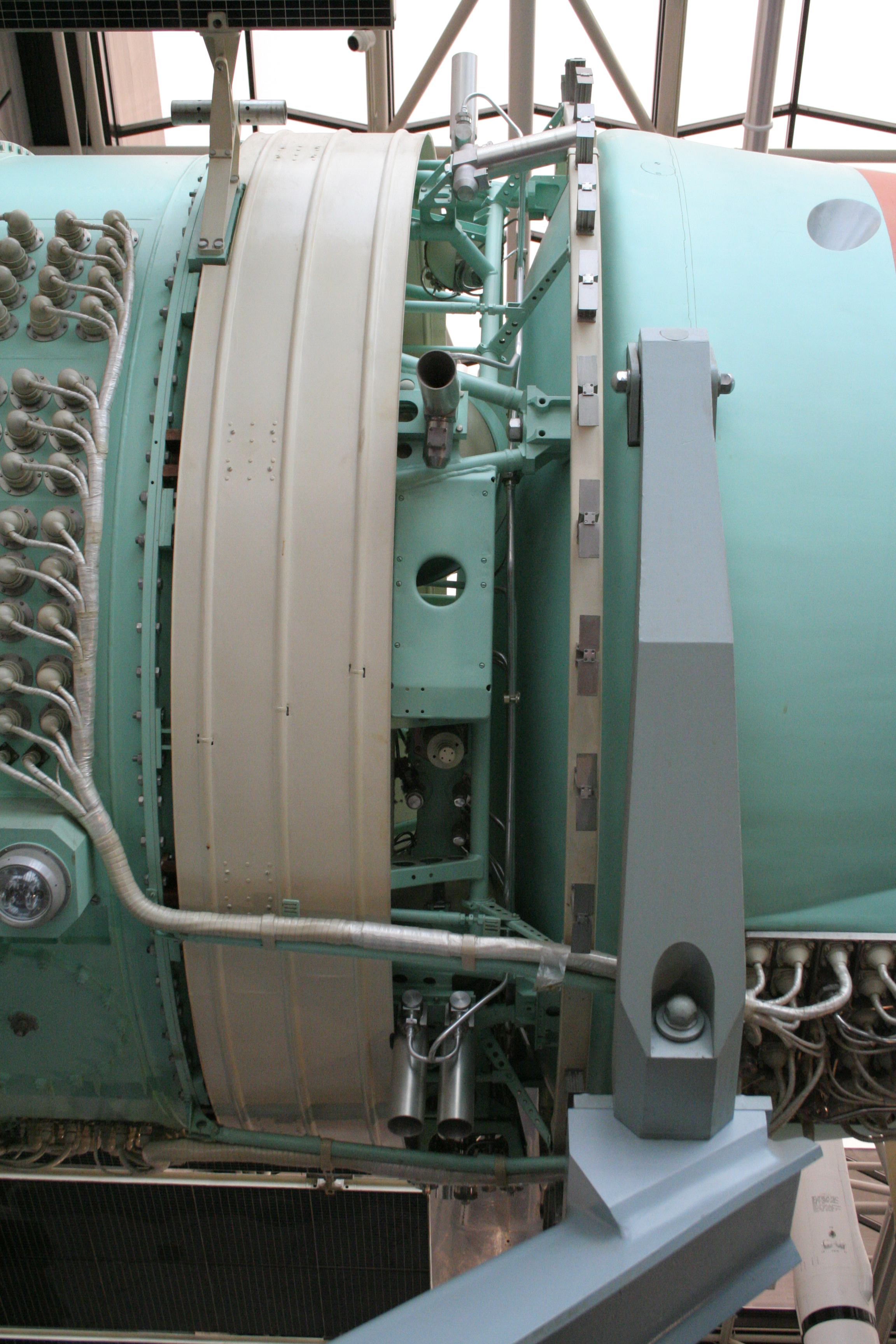
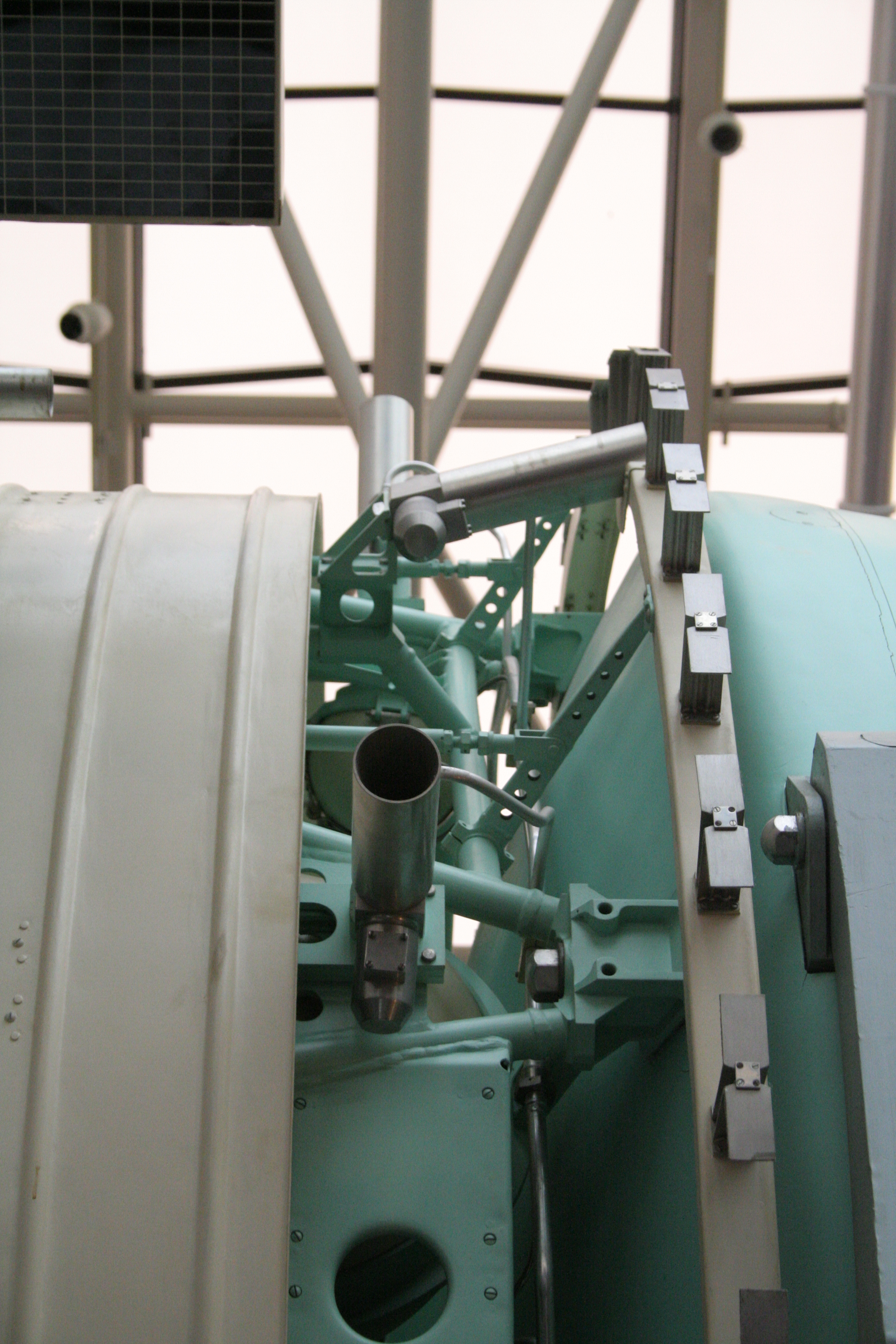
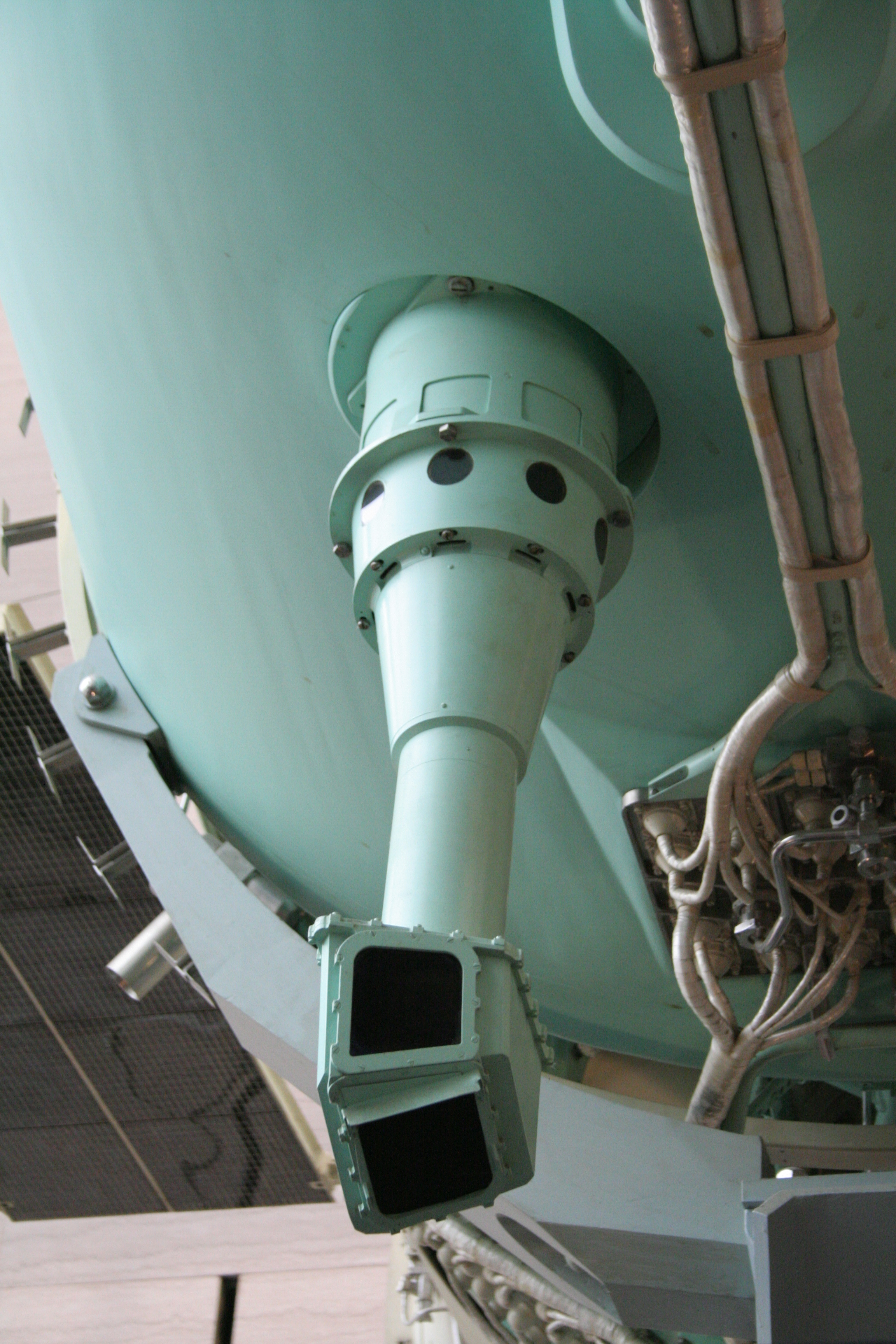